# Marek Dědík
Marek Dědík (* 6. dubna 1983) je český tanečník, choreograf, trenér, porotce a moderátor.

## Život
S tancem začal Marek Dědík ve svých dvanácti letech, dříve se věnoval také atletice. Navštěvoval střední školu v Ostravě, kde se učil hotelnictví a turismus, později také cestovní ruch, po ukončení studií se však rozhodl věnovat tanci.
Roku 2010 se Dědík umístil na prvním místě společně s Orsolyou Tóth na mistrovství Česka ve společenském tanci, je pětinásobným mistrem Slovenska a vyhrál také několik mezinárodních soutěží.
Marek Dědík se několikrát účastnil televizní soutěže StarDance …když hvězdy tančí. Ve čtvrté řadě pořadu roku 2010 tancoval s herečkou Veronikou Žilkovou, vypadli však hned v prvním kole. O pět let později v sedmé řadě byla jeho partnerkou herečka Jitka Schneiderová, se kterou se dostali až do finále. Osmou řadu v roce 2016 protančil se sportovkyní Olgou Šípkovou, vypadli ve čtvrtém kole. S herečkou Pavlou Tomicovou se v deváté řadě roku 2018 opět podíval až do finále. V roce 2021 v jedenácté řadě tančil s farářkou Martinou Viktorií Kopeckou, se kterou se umístili na druhém místě.
Na podzim roku 2017 se mu narodil syn Bertram a v roce 2020 Dorian Marek. Roku 2019 se oženil s Terezou Dědík (za svobodna Stařičná).

## Sportovní úspěchy
- Mistr střední Evropy v tanečním sportu
- Dvojnásobný semifinalista Mistrovství Evropy
- Pětinásobný mistr Slovenské republiky
- Mistr České republiky
- Mistr České republiky v Showdance
- Finalista světového poháru a Grand Slam Series Latin
- Finalista a vítěz mnoha soutěží světového tanečního okruhu WDSF
- 6. místo světového ranklistu WDSF
- Mistr a vicemistr Salsa, Bachata a Merengue
- Semifinalista světa Salsa